# Inmigración ecuatoriana en Argentina
La inmigración ecuatoriana en Argentina se refiere a un movimiento migratorio desde Ecuador hacia Argentina.

## Cifras
A pesar de la relativa cercanía geográfica entre los dos países[cita requerida], la comunidad ecuatoriana en Argentina es pequeña en comparación a la del resto de inmigrantes sudamericanos en la nación austral, siendo la menor en cantidad de toda la región. [cita requerida]
Al 2012, los ecuatorianos llegaban a un total de 3.000 habitantes según las cifras oficiales del Consulado de Ecuador. Otros números, no oficiales, hablan de entre 7.000 y 8.000 personas no registradas. En 2011, la Organización Internacional para las Migraciones (OIM) reportaba que Argentina representaba el 1% de la diáspora ecuatoriana, con 2.884 habitantes, siendo también el séptimo país con mayor cantidad de ecuatorianos a nivel mundial, y cuarto entre los latinoamericanos, después de Chile, Colombia, y Venezuela.
Al 2017, de acuerdo a un informe de las Organización de las Naciones Unidas (ONU), residían en Argentina unos 1.000 ecuatorianos.
En febrero de 2013, unos 570 ecuatorianos votaron en el consulado de Ecuador en Buenos Aires en las elecciones legislativas de ese año. La mayor parte de los inmigrantes reside en la Ciudad de Buenos Aires. Además hay pequeños grupos en las ciudades de La Plata, Córdoba y Mendoza.
Según la Dirección Nacional de Migraciones (DNM), entre 1996 y 2004, el promedio anual de estudiantes universitarios ecuatorianos en Argentina fue de 79, representando el 12% del total de estudiantes extranjeros. Entre 2004 y 2011, 2.617 ecuatorianos realizaron el trámite de radicación permanente; mientras que unos 6.458 obtuvieron los permisos de radicación temporaria.En general los ecuatorianos se han adaptado a la Argentina, manteniendo relaciones fluidas con los argentinos, las relaciones diplomáticas entre ambos países han sido estrechas. En 2017 se produjo un incidente diplomático entre ambos países cuando el político Luis Juez nombrado embajador por Mauricio Macri tildó a los ecuatorianos de sucios mentirosos y "roñosos" lo que llevó a protestas diplomáticas por parte de Ecuador y a una manifestación de ecuatorianos residentes en Argentina contra las palabras de Juez quien tras negarse a pedir disculpas volvió a insultar a los ecuatorianos.

## Características

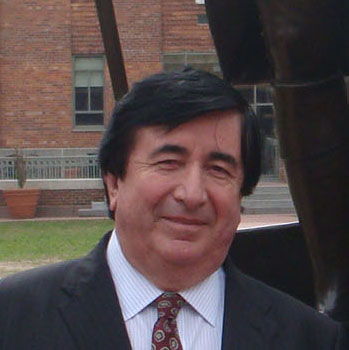
Jaime Durán Barba, un reconocido asesor político ecuatoriano radicado en Argentina.

La mayor parte de los residentes ecuatorianos que se encuentran en Argentina lo hacen por razones de estudios, buscando capacitación y perfeccionamiento para luego regresar a su país natal. Hacia 2010, unos 914 ecuatorianos se encontraban inscriptos en el Plan Patria Grande, desarrollado por el gobierno argentino para regularizar a los inmigrantes sudamericanos.
Las carreras más elegidas por los migrantes ecuatorianos son las de diseño gráfico, comunicación, arte y publicidad. También se destaca la medicina. Casi la totalidad de la comunidad ecuatoriana se concentró y estableció en Buenos Aires, debido a que en dicha ciudad se encuentra la Universidad de Buenos Aires (UBA), a la cual asisten. Otro grupo también asiste a la Universidad de Palermo, Universidad Nacional de La Plata y a la Universidad Adventista del Plata, entre otras universidades públicas y privadas. Los motivos de migración son el alto costo de dichas carreras en Ecuador y el apoyo del gobierno ecuatoriano, que mediante el Instituto Ecuatoriano de Crédito Educativo y Becas, otorga becas completas para posgrados.
Al 2012, los ecuatorianos llegaban a un total de 3.000 habitantes según las cifras oficiales del Consulado de Ecuador. Otros números, no oficiales, hablan de entre 7.000 y 8.000 personas no registradas. En 2021, la Organización Internacional para las Migraciones (OIM) reportaba un total de 9340 ecuatorianos con residencia permanente en Argentina.
 Al ser estudiantes, la gran mayoría de ellos regresa a su país al finalizar sus estudios.
De acuerdo con los datos del censo nacional de 2022 residen más 8.879 ecuatorianos en Argentina, aunque según los datos del RENAPER podrían ser más de 27.619 en 2024.
No existen instituciones físicas y asociaciones de inmigrantes ecuatorianos en Argentina. Si existen sitios en internet y redes sociales que vinculan a los ecuatorianos que viven en el país, además de restaurantes y otras actividades culturales en Buenos Aires.
Anualmente en la capital argentina se realiza el festival Buenos Aires celebra Ecuador.

## Flujos migratorios
A lo largo de la década de 2010, ha habido un crecimiento sostenido en las radicaciones de inmigrantes ecuatorianos en Argentina, con un pico de 3.784 en 2016, y sumando hasta 2018 un total de 23.375 entre permanentes y temporales.
| 2010               | 1.534  |
| 2011               | 1.850  |
| 2012               | 1.978  |
| 2013               | 2.287  |
| 2014               | 1.933  |
| 2015               | 3.315  |
| 2016               | 3.784  |
| 2017               | 3.687  |
| 2018               | 3.007  |
| 2019               |        |
| TOTAL (hasta 2018) | 23.375 |

Fuente: Instituto Nacional de Estadísticas y Censos (INDEC) y Dirección Nacional de Migraciones (DNM).